# Johann Friedrich Meckel den yngre
Johann Friedrich Meckel, född 17 oktober 1781 i Halle an der Saale, död där 31 oktober 1833, var en tysk läkare; son till Philipp Friedrich Theodor Meckel, sonson till Johann Friedrich Meckel den äldre.
Meckel blev medicine doktor 1802, företog en vetenskaplig studieresa till Italien, Frankrike, England och Nederländerna samt utnämndes 1808 till professor i anatomi i Halle an der Saale, där han intill sin död utövade en synnerligen omfattande verksamhet, genom vilken han kan sägas vara grundläggaren av zootomin och teratologin i Tyskland.
Bland hans många arbeten märks främst hans som fortsättning av Johann Christian Reils och Johann Heinrich Ferdinand von Autenrieths arkiv utgivna "Deutsches Archiv für Physiologie" (från 1815), vilket från 1826 fortsattes under titeln "Archiv für Anatomie und Physiologie". I denna tidskrift, vars utgivande efter Meckels död övertogs av Johannes Peter Müller, publicerade han en mängd värdefulla undersökningar. Meckel invaldes som utländsk ledamot av svenska Vetenskapsakademien 1829.